# Casa Tassel
La Casa Tassel (del francés: Hôtel Tassel), en neerlandés: Hotel Tassel, pertenece al estilo Art Nouveau y fue construida entre los años 1892 y 1893 por el arquitecto Víctor Horta en la rue Paul Emile Janson 6, 1000, en Bruselas, Bélgica, con la finalidad de implementar un nuevo tipo de vivienda unifamiliar, utilizando nuevos materiales, como el hierro, vidrio, piedra cerámica y madera. Esta obra es una de las primeras construcciones del arquitecto y la primera síntesis mundial del modernismo en arquitectura, es decir, fue la obra que rompió la disposición clásica de las habitaciones en las residencias de Bruselas. En ellas, la puerta de entrada se encuentra siempre al lado de la fachada y se prolonga hacia el interior por un largo pasillo lateral. Éste permite acceder a las tres partes que siguen una a continuación de la otra, como por ejemplo; el salón en el lado de la calle, el comedor en medio y el patio cubierto al lado del jardín. En consecuencia, el comedor era a menudo muy oscuro. La caja de la escalera está situada generalmente en el pasillo. Víctor Horta puso la puerta de entrada en medio de la fachada, colocó lógicamente el pasillo en la zona central de la casa y sacrificó el centro de la casa para instalar un pozo de luz.
En 2000, fue declarado Patrimonio de la Humanidad por la Unesco con otras tres construcciones más del mismo arquitecto.

## Breve biografía del arquitecto
Durante 1864 Víctor Horta, con 15 años, se trasladó a la Academia de Bellas Artes, ubicada en Francia en donde comenzó sus estudios como arquitecto, inscribiéndose en la especialidad de Dibujo Arquitectónico. Se mantuvo dos años trabajando en París, luego regresó a Bélgica en 1880 por la muerte de su padre, en 1881 contrajo matrimonio con Pauline Hervé, instalándose en Bruselas, donde reanuda sus estudios de arquitectura en la Academia des Beaux-Arts y los combina con el trabajo. A sus 23 años en 1884 comenzó a trabajar como dibujante para Alphonse Balat, personaje destacado ya que fue el arquitecto favorito del rey Leopoldo II de Bélgica, de este arquitecto aprendió los principios del neoclasicismo los cuales serían influyentes y claramente visibles en sus primeros encargos. En 1893 se convirtió en profesor de la universidad, siendo un periodo importante para su desarrollo como arquitecto, pues recibió sus encargos más influyentes de sus dos amigos Autrique y Émile Tassel a quienes les proyectó y construyó sus respectivas viviendas en Bruselas.

## Casa Tassel: los orígenes del Art Nouveau
Émile Tassel era un ingeniero y profesor de geometría descriptiva francés. En 1892 compró un terreno baldío en la rue de Turín número 12 de París, ubicada en los suburbios de rápido crecimiento que habían aparecido tras la creación de la Avenue Louise en 1864. Allí Horta proyectó la construcción de la casa de su amigo. Sobre esto, Tassel afirmó "Le permitiría hacer realidad el sueño que lo perseguía, el de lograr el efecto de monumentalidad en la vivienda privada".
La Casa Tassel fue la primera obra de este movimiento llamado Art Nouveau, el cual se desarrolla a fines del siglo XIX y principios del siglo XX, causando un impacto en el estilo técnico y artístico. La intención del Art Nouveau era crear un arte nuevo, joven, libre y moderno, que representara una ruptura con los estilos dominantes en la época. En la estética nueva que se trató de crear predominaba la inspiración en la naturaleza a la vez que se incorporaban novedades derivadas de la revolución industrial, como el hierro y el vidrio, superando la pobre estética de la arquitectura del hierro de mediados del siglo XIX.
Este movimiento no solo se desarrolló en la pintura, escultura y arquitectura, sino también se aplicó en elementos decorativos, en las artes gráficas y en el diseño de mobiliario, rejería, joyería, cristalería, cerámica, lámparas y todo tipo de objetos útiles en la vida cotidiana, incluido el mobiliario urbano, que pasó a tener gran importancia.
“El movimiento Art Nouveau considera que cada tipo de material debe estar representado por su expresión formal propia de acuerdo con sus propiedades”.
Víctor Horta, en los inicios de su carrera, a partir de 1893, creó un lenguaje original, basado en el predominio de la línea curva y en la integración entre elementos arquitectónicos y decorativos, con el que se convirtió en uno de los pioneros y principales representantes del modernismo arquitectónico. En esta obra Víctor Horta define perfectamente las características del nuevo estilo, ya que el edificio y los muebles que diseña tienden a una integración total con el ambiente, desarrollando formas vegetales, de manera que interpreta su elasticidad en motivos decorativos abstractos, ligeros y ondulantes.
El estilo Art Nouveau toma un lugar relevante en el estilo de Víctor Horta, con su visión dinámica de la vida, desarrollado nuevos conceptos espaciales y estructurales que influyeron fundamentalmente la arquitectura de principios del siglo XX.
Para lograr esto, Víctor Horta se inspira de las teorías de Eugène Viollet-le-Duc, cuyos proyectos se basan en una noción importante de la racionalidad. Según sus teorías, era necesario dar un paso atrás de las reglas arquitectónicas tradicionales y privilegiar una consistencia y una fuerte coherencia entre el plan, las fachadas y la función del edificio. Así, la arquitectura de un edificio tuvo que corresponder con su estructura y tenía el uso de un material nuevo que se refleja en el uso de nuevas formas.
Además recibió del aprendizaje como estudiante de Alphonse Balat, las nociones teóricas Art Nouveau, esforzándose por separar su arquitectura desde el sector industrial con el fin de afirmar una identidad propia y nueva ligada al estilo mencionado.
Esta idea se destaca en la tipología de sus viviendas adosadas, donde el arte y la industria están en la base del diseño global que utiliza, recurriendo al nuevo material del siglo: el hierro (fundición y forja) para los que desarrolló diseños innovadores.
Posteriormente evolucionó hacia una mayor sobriedad y, tras una estancia en Estados Unidos a comienzos del siglo XX, pasó a cultivar una arquitectura purista con la que no logró tanto éxito como había obtenido con sus edificios modernistas.

## Introducción
Es la primera obra construida por el arquitecto Víctor Horta a sus 31 años de edad. Todas las innovaciones técnicas y formales que caracterizan el Art Nouveau, tanto en arquitectura, como en diseño: al término de esta, el arquitecto estuvo algunos años diseñando el mobiliario de la casa.
La casa fue encargada por el señor Émile Tassel, profesor de geometría descriptiva en la Universidad de Bruselas, donde Víctor Horta también era profesor desde 1893. Tassel también fue colaborador del estudio de la firma Solvay (el Hotel Solvay que luego construiría Horta). Era soltero y conocido constructor albañil, que se dedicó a su abuela que vivía en la casa con él. Dentro de los hobbies de Tassel se encontraban el viajar y la fotografía, además de compartir con sus cercanos en regulares cenas organizadas en su casa. En 1892 compró un terreno baldío en la rué de Turín número 12, ubicada en los suburbios de rápido crecimiento que habían aparecido tras la creación de la muy de moda Avenue Louise en 1864.
Teniendo en cuenta los cambios sociales, culturales y las evoluciones que en general se vivían en este periodo durante la revolución industrial, era necesario un nuevo arte que adoptar la tecnología y reflejara un cambio en los ideales sociales del país. El arquitecto se dio cuenta de la necesidad de nuevos programas arquitectónicos que tenían que cumplir con las expectativas de esta época, por lo que revoluciona el plan típico tradicional de la casa unifamiliar privada de Bruselas, que consistía en tres habitaciones continuas, por medio de una arquitectura ornamental orgánica que privilegia la luz y el espacio.
Como fue el caso en todas partes en Bruselas, referidos a los predios, en ese momento, el sitio era profundo y estrecho con solo 7,8 metros de ancho. Con esta adquisición pidió a Horta que le construyera una casa, dejó en sus manos el criterio o libre acción de diseñar lo que le permitiría hacer realidad el sueño que lo perseguía, el de lograr el efecto de monumentalidad en la vivienda privada.

## Fachada

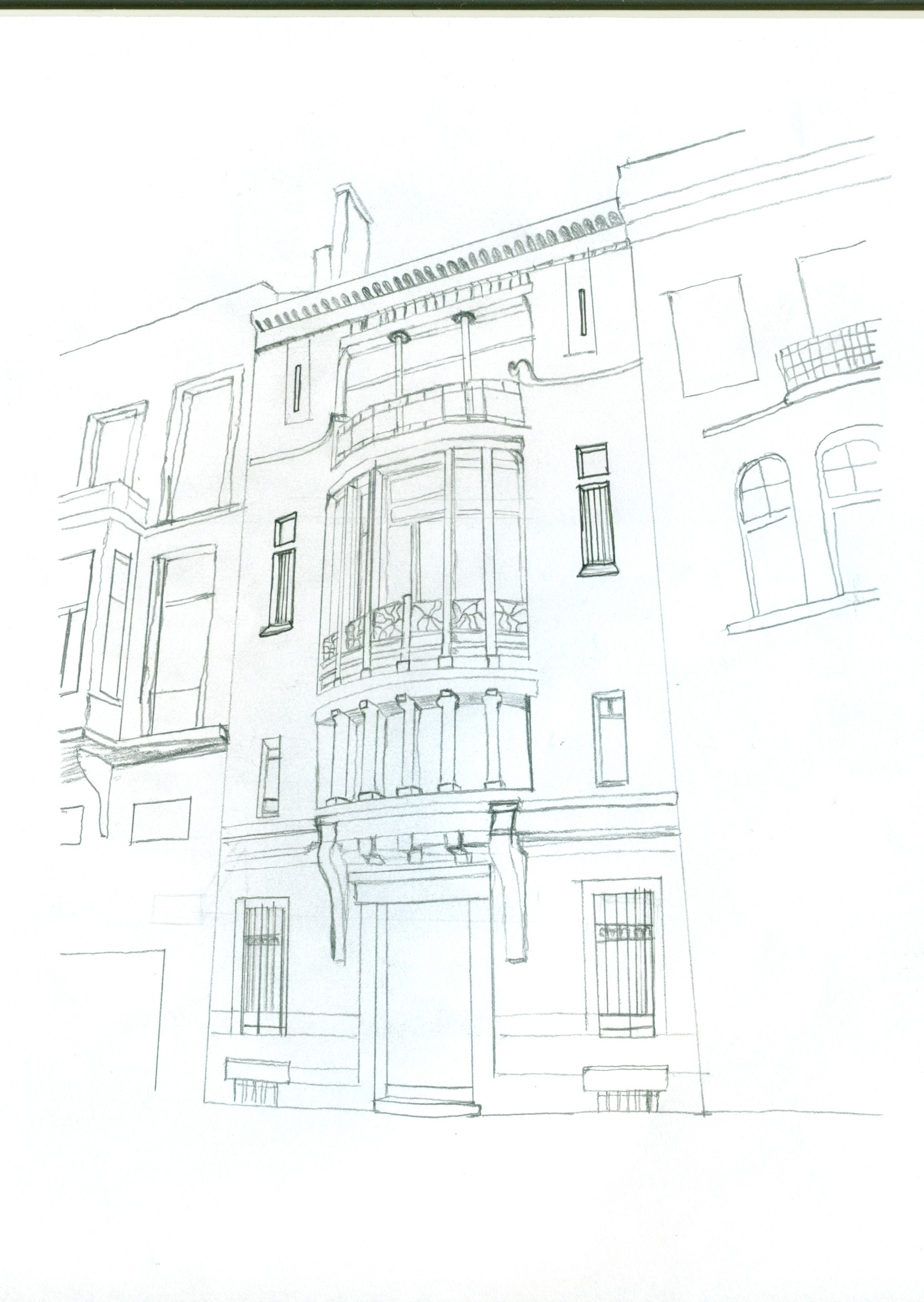
Croquis Fachada Casa Tassel

Lo primero que se puede apreciar de la Casa Tassel es que se encuentra en un barrio de construcciones de viviendas de fachada continua, las cuales seguían la tipología típica de Bruselas, lugar donde se emplazaba. Destaca la ventana tipo boínder con un ancho de 3.6 mt., este elemento se repite en las fachadas vecinas, pero con la singularidad de un desarrollo curvilíneo en barandas que se expanden hacia los paños de vidrios laterales. En este boínder se encuentra la sala de fumadores y la oficina de Emile Tassel.
La simetría que presenta la fachada no era recurrente en las viviendas unifamiliares típicas de Bruselas, y vecinas de la casa Tassel, otro aspecto interesante es la conformación del alzado, dividido en tres compartimentos, distinguiéndose:
- En el primer nivel una serie de ventanas separadas por una serie de columnas de piedra.
- En el segundo nivel el boínder conforma balcones altos de forjado a forjado, retranqueados de una forma mínima y protegidos con una baranda de hierro.
- En el tercer nivel este boínder se convierte en terraza, en el que se continúan las tres aberturas, esta vez en el plano de la pared.

Respecto a la materialidad que se evidencia en este alzado único de la casa en la parte delantera, es el uso del bloque de piedra, tradicional pero con elementos que destacan como superficies onduladas, platabandas metálicas, el diseño de la balaustrada, entre otros.
Se produce una fluidez entre la rigidez de los ventanales y la flexibilidad aparente del hierro con formas orgánicas (inspiradas en la naturaleza) y la piedra como fondo, generando este juego rítmico. En cuanto a tonos, se hacen presente los marrones en maderas como la puerta central, dorados de bronce en cerraduras, picaportes.
Gracias a Horta estas innovaciones en cuanto a nuevos órdenes constructivos se hace latente como en la Casa Tassel su conocimiento clásico y tendencia Art Nouveau.

## Zonificación

### Primer nivel
- 1. Acceso
- 2. Vestíbulo
- 3. Guardarropa
- 4. Estudio
- 5. Sala
- 6. Escalera principal que se distribuye a través de la edificación
- 7. Estar

### Entrepiso primero y segundo nivel
- 8. Terraza

### Segundo nivel
- 9. Habitación
- 10. Antecámara
- 11. Habitación

### Tercer nivel
- 12. Sala de trabajo
- 13. Habitaciones de servicio

## Programa interior
La casa ubicada en Bruselas, fue considerada una de las primeras en ordenar el programa que la componía de forma que la luminosidad le diera un carácter del que las otras viviendas unifamiliares construidas hasta la época eran carentes. Se constituye de tres plantas más un sótano, un ático y zona de servicio.
El acceso a la vivienda se ubica en el centro de la fachada, este da hacia un pequeño vestíbulo con un conjunto de cuatro puertas, las cuales consistían en un guardarropa al lado izquierdo; un estudio con acceso al sótano al derecho el cual se usaba como estudio fotográfico dada la afición de Tassel por viajar y fotografiar lugares y proyectarlas sobre una pantalla, estas habitaciones daban hacia la calle; una sala en el costado izquierdo junto a la escalera principal central y a un costado de esta se encontraba una sala de estancia en donde Tassel recibía a sus amistades cercanas, ambas quedando hacia el interior de la casa.
Pasando el vestíbulo se encuentra la parte central de la casa, con dos grandes ambientes, la primera en un nivel superior con vista hacia la calle y la segunda que llevaba hacia el jardín con una escalera secundaria. En ambos sectores se aprecia la separación del edificio que se construye de esta manera para captar mayor luminosidad en el centro de la casa, ya que las típicas construidas hasta ese momento carecían de ella, con esto se lograba un espacio de circulación muy iluminado.
Respecto a la parte trasera de la separación de estos dos ambientes se sigue la formalidad de las casas típicas de Bruselas, con una habitación principal que era una sala de estancia usada como comedor, la escalera para acceder al segundo nivel, más un cuarto de baño.
Esta parte de la casa albera las habitaciones de carácter público, ubicadas en la planta baja de acceso y la conformada en una cota superior a esta en la parte posterior de la vivienda y las de carácter privado desde el segundo nivel hacia arriba.
Hacia el segundo nivel al cual se accede por la escalera lateral con diseños orgánicos en hierro, que conforman la baranda, estos mismos diseños de flores y plantas se pueden apreciar en muros y pavimentos de la casa, siendo un verdadero trabajo artístico, detallado y minucioso, uno de estos motivos es fundamental en los trazados, las líneas látigo, las cuales se entrelazan, ascienden por los montantes de ventanales y rodean patas de muebles. El segundo nivel se conforma por una antecámara, una habitación quedando hacia el jardín y una sala hacia la calle por el boínder, la cual era la sala de fumadores para los visitantes los cuales después de una cena-fiesta, acostumbraba Tassel a retirarse hacia esta sala de entresuelo.
Finalmente el tercer nivel alberga habitaciones de servicio y un espacio de trabajo. Hacia este nivel accediendo por la escalera, por encima de la puerta del entresuelo se encuentra una estatua de Perseo, regalo de un amigo cercano de Horta.
Un aspecto fundamental del interior de esta vivienda es la parte central en donde se conforman un patio de luz, en donde la totalidad de la casa logra ser legible. La luz natural solo alcanza el vestíbulo, sin repercutir en otros espacios de la casa, ya que se toma este lugar como una sorpresa mediante su recorrido. Esta luz natural es aportada al interior de la casa por medio de grandes vidrieras de la cubierta sostenido por un esqueleto de hierro a la vista. Su forma sigue la curva que hace el techo acristalado mediante una viga de acero a su costado. Este jardín de invierno se distribuye entre plantas exóticas y muebles de bambú, con diseños en muros y pavimentos ya mencionados que resaltan con esta luminosidad desde arriba generando un degradé de tonos anaranjados.
Los muebles también fueron diseñados por el arquitecto Horta, estos siguen la línea de la vivienda, de figuras orgánicas y materiales de la época.
Con estos espacios Horta logra una armonía en su diseño que se convertiría en su marca influenciando a sus contemporáneos, como Henri van de Velde, hasta para ser un arquitecto representante del movimiento Arts and Crafts de Gran Bretaña con especial atención a los detalles. Cada parte de la casa fue diseñada meticulosamente y supervisados de cerca durante la construcción. La interacción de los materiales, como la de un "organismo vivo", es de mucha importancia en esta casa.

### Imágenes del interior

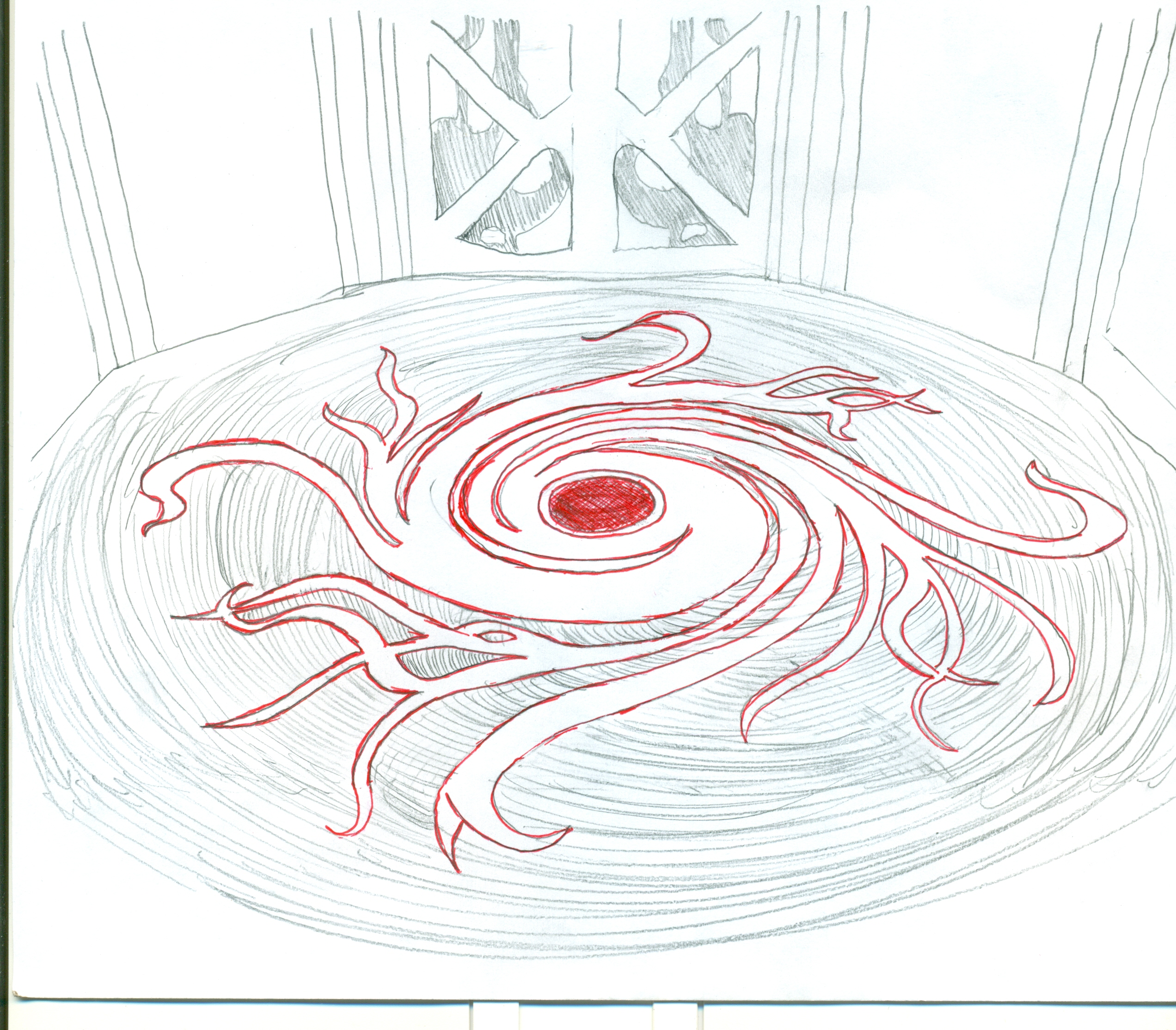
Croquis detalle del pavimento
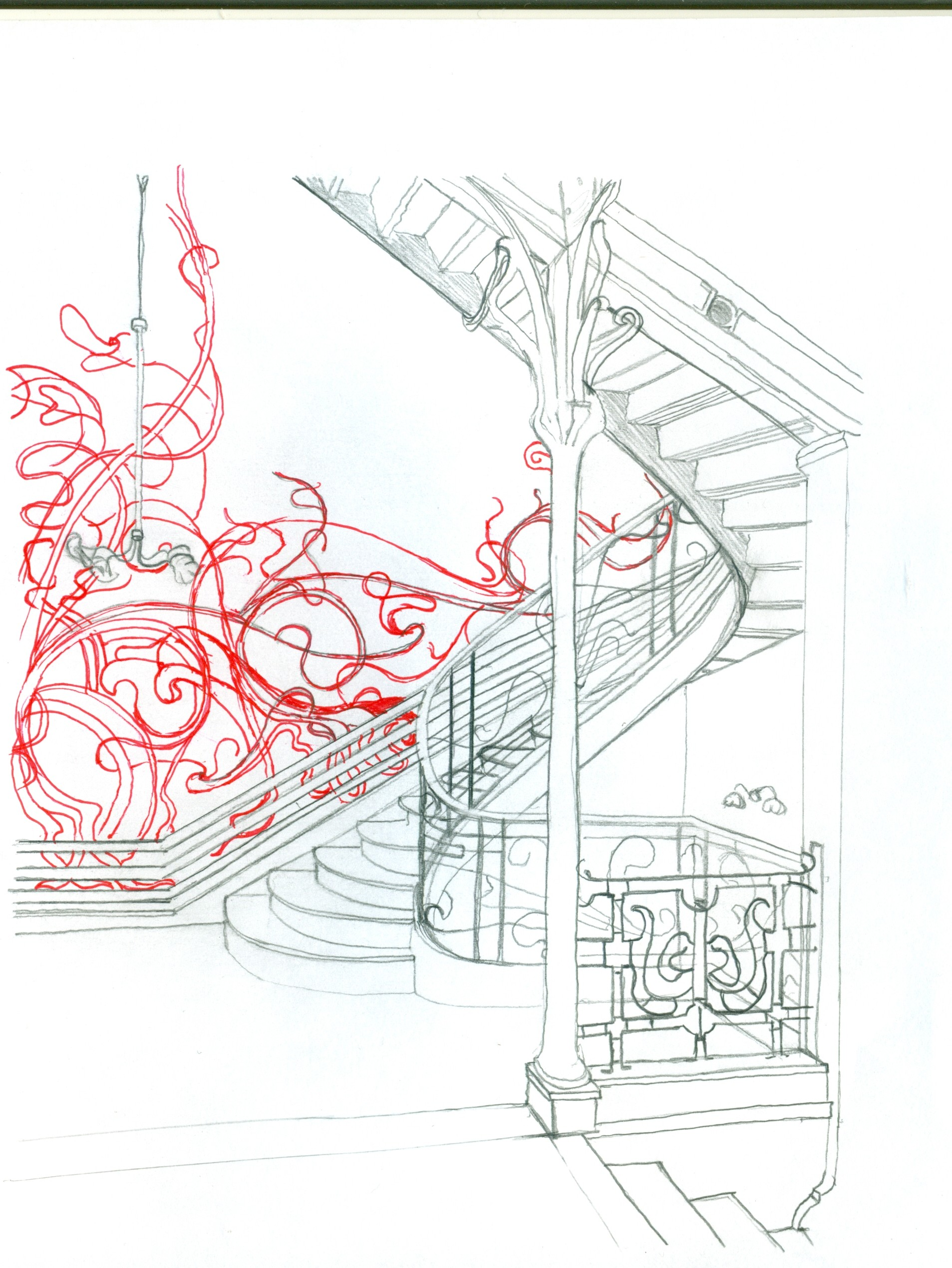
Croquis detalle de la escalera y muros, además se aprecia la Línea Hortal o también llamada Línea Látigo

## Funcionalidad
Un aspecto particular en estas habitaciones son las columnas de hierro fundidas que no sólo apoyaron el acristalamiento y paneles de las puertas, sino que también controlan los cambios en la geometría de una habitación a la otra actuando como conductos de aire caliente.
La planta baja se climatiza por aire caliente por medio de un horno a carbón ubicado en el sótano, la cual nutría el salón, comedor, patios de luces y el vestíbulo.

## Materialidad
El Edificio está construido con una estructura de esqueleto metálico generando 3 pisos y una buhardilla. La forma se adapta al terreno donde está emplazada, estrecha y profunda, que es característico de Bruselas. Su fachada  está hecha con grandes superficies onduladas de vidrio, permitiendo una iluminación en su interior. El primer piso resalta por sus vanos separados por columnas de piedra, mientras que el segundo piso se estructura con altos pilares de hierro y vidrio y el tercero tiene un balcón con barandilla de hierro.
La organización espacial genera una relación muy visible con la flexibilidad del hierro y la piedra, ya que en esa época se podía lograr un gran trabajo con estos materiales. Fue la primera obra en introducir estos elementos generando nuevos métodos constructivos y también ornamentales. El hierro particularmente en esta vivienda se va adaptando a nuevas condiciones de uso, para generar distintas sensaciones y prolongaciones en el espacio. El arquitecto, Víctor Horta se inspiró en la Torre Eiffel, analizando su expresión constructiva y también ornamental por medio del hierro.

## Posterioridad
Después de que Tassel dejara el edificio, este fue convertido en una casa de alojamiento o también llamado hotel, se comenzaron a realizar trabajos de pintura, de preferencia verde con el fin de disuadir a los visitantes que acudieron a ver la casa.
En 1976 fue comprado por Jean Delhaye, que había trabajado para Horta antes de la Segunda Guerra Mundial, y fue restaurada la casa a su condición original. Los famosos murales tuvieron que ser pintados, la carpintería reemplazada y reconstruidas las vidrieras de la sala de fumadores.
La influencia que ha tenido la Casa Tassel en la arquitectura de Bélgica y de Europa en su conjunto ha sido enorme. Inmediatamente después de su finalización llenó las revistas arquitectónicas y artísticas y se anunciaba como la única verdadera arquitectura de la época Art Nouveau, hasta el punto de que ayudó a dar forma a los suburbios crecientes alrededor. Junto con los diseños de Paul Hankar y Henri van de Velde la Casal Tassel se convirtió en el edificio que todos los arquitectos de moda de la época mencionada recurrirían, con un grado variable de éxito.
Arquitectos han tomado diseños de Horta sin entender completamente cómo se le ocurrió una síntesis revolucionaria del arte, la tecnología y la naturaleza.
Este fue el momento en que Horta sintetizara sus pensamientos, en los cuales expresa que la casa no sólo debe ser construida a imagen del ocupante, sino que también debe ser su retrato, generando una ruptura con la tradición constructiva de la época ya que las casa familiares burguesas de Bruselas eran prácticamente idénticas para cada edificio sin hacer concesiones a las necesidades de sus ocupantes. En esta edificación que utiliza innovadoras técnicas se prescinde del pasillo y de las habitaciones en fila creando espacios fluidos y dando un nuevo tratamiento al uso del hierro y del cristal, creando formas vegetales tanto en elementos arquitectónicos como las columnas, en el mobiliario, con lámparas de tulipanes entre otros.